# Ermita del Cristo del Humilladero (Gata)
La ermita del Cristo del Humilladero es una ermita católica situada en la villa española de Gata, en la provincia de Cáceres. Fue declarada, dentro del conjunto de la villa, Bien de Interés Cultural mediante el "Decreto 28/1995, de 21 de marzo, por el que se declara Bien de Interés Cultural, con categoría de Conjunto Histórico, la localidad de Gata", publicado en el Diario Oficial de Extremadura el 1 de abril de 1995.
Situada en la entrada principal de la población, en la que se puede observar dos partes perfectamente diferenciadas, correspondiente una a la primitiva edificación del siglo XVI y la otra a una ampliación que debió llevarse a cabo en el siglo XVIII.
La parte moderna está realizada en mampostería y enjalbegadas sus paredes interior y exteriormente; el edificio antiguo es de piedra de cantería; en los cuatro ángulos se aplican contrafuertes prismáticos en disposición diagonal. Rematan en inclinada vertiente que alcanza la cornisa, siendo ésta de notable vuelo y con perfil en gola.
Aspecto destacable del exterior es la huella de los distintos vanos que permitían la visión de la cruz desde cualquiera de las direcciones espaciales, pues era la finalidad de los humilladeros.
Del interior, lo más notable es la cubierta de crucería que, descansando sobre ménsulas de sección cilíndrica rematadas inferiormente en cono de aros concéntricos, cierra la estancia primitiva. La bóveda, de cantería y extremada planitud, dibuja, sobre un esquema de terceletes y diagonales, una vistosa flor de cuatro pétalos formados por cambados curvos, utilizándose ligaduras para unir la intersección de terceletes y dividir, a su vez en dos, cada uno de los pétalos.